# Hannaea arcus
Hannaea arcus  (лат.) — вид диатомовых водорослей (Bacillariophyta).

## Строение
Как другие диатомеи, обладают мелкими ядрами, снаружи окружена твердой кремнеземной оболочкой. Водоросль имеет округлую форму размеров около 10 микрон. Hannaea arcus образуют короткие колонии, изогнутые по продольной и поперечной осям, имеющие вид скалки, разрезанной вдоль. Створки серповидные, сужены к клювовидным или слегка головчатым концам; брюшной край выпуклый, в середине вогнутый, длина 15—150 мкм, ширина 4—7 мкм. Поперечные штрихи (15—18) параллельные, в середине брюшной стороны створки прерываются, оставляя гладкое выпуклое одностороннее среднее поле. Осевое поле узколинейное, слегка сдвинутое к брюшному краю.

## Распространение
Населяют холодные быстрые ручьи, в особенности вблизи водопадов, на камнях и растениях, в иле и планктоне. Редкий вид, не терпящий антропогенной нагрузки.
Распространена в реках 12 восточных штатов США (Аризона, Калифорния, Колорадо, Невада, Орегон и др.). В Башкортостане водоросль обнаружена в р. Белая. 